# Nicola Giuliano
Nicola Giuliano (ur. 1 lutego 1966 w Neapolu) – włoski producent filmowy.

## Filmografia
- 1998: L'Amore non ha confini
- 1999: Prima del tramonto
- 2001: O jednego więcej
- 2004: Skutki miłości
- 2005: Lis na trzech łapach
- 2005: La Guerra di Mario
- 2005: Apnea
- 2007: II Passaggio della linea
- 2007: Dziewczyna z jeziora
- 2008: Boski
- 2009: Paszcza wilka
- 2009: Podwójna godzina
- 2010: Napoli 24
- 2010: Hai paura del buio
- 2011: La Kryptonite nella borsa
- 2011: Wszystkie odloty Cheyenne’a
- 2012: La Nave dolce
- 2013: Benvenuto Presidente!
- 2013: Historia ruchu Slow Food
- 2013: Wielkie piękno
- 2014: The Double Hour

## Nagrody i nominacje
Został uhonorowany nagrodą BAFTA i dwukrotnie nagrodą Davida di Donatello, a także otrzymał nominację do Europejskiej Nagrody Filmowej i czterokrotnie nagrody David di Donatello.